# Campaña de La Reforma
La Campaña de La Reforma fue librada durante 16 meses por parte de las tropas mambisas al mando de Máximo Gómez y el Ejército Español bajo el mando Valeriano Weyler e integrado por 40 000 hombres en la región de Sancti Spíritus, con el fin de descongestionar la región occidental de tropas españolas y se calcula un promedio de 40 bajas diarias a los españoles entre los combates y las condiciones climáticas.
Regresa Gómez a predios muy conocidos —los potreros de La Reforma—, lugares donde ha establecido en varias ocasiones su centro de operaciones. En esta ocasión las condiciones de la guerra son otras y el viejo General planea y ejecuta una de sus más brillantes campañas. No tiene las fuerzas necesarias para entablar combates de envergadura, España lanza miles de soldados en su contra y él establece la Guerra de Guerrillas, primera que conoce la historia militar y la más brillante, estudiada en las más prestigiosas academias militares del mundo.
Divide sus hombres en pequeñas guerrillas, él combate solo con su Estado Mayor, se mueve constantemente. No deja dormir a las columnas españolas que lo persiguen en campo raso y tampoco en las poblaciones que tirotea con grupos dispersos en un anillo alrededor de las mismas. Los españoles le buscan y no le encuentran. Se acentúa dice Gómez, la Guerra de La Trocha y la Guerra de los Jefes, pero en esta ocasión hay una sola trocha y un solo jefe.
Estos fueron los principios básicos de dirección aplicados:
- Utilizar las condiciones del medio. Los aguaceros del verano, la inutilidad de los caminos, la crecida de los ríos y la plaga.
- Los efectos psicológicos de la dirección sobre los hombres, favorable a los cubanos, desfavorable para los bisoños soldados españoles que no comen, que no duermen y que enferman por las condiciones del medio.
- Utilización de las informaciones del enemigo, apoyado en un servicio de inteligencia eficaz.
- El jefe siempre al frente de las acciones.
- El seguimiento de los objetivos del plan de la guerra

## Antecedentes
La situación para las fuerzas mambisas de los 5.º y 6.º Cuerpos del Ejército Libertador, se tornaba cada vez más difícil, pues la gran concentración de tropas y medios dispuestos por el alto mando español en Cuba, se sumó la pérdida de grandes jefes militares, fundamentalmente Antonio Maceo Grajales, así como la carencia de material bélico para llevar a cabo tan desigual contienda –ya que la mayor parte de las expediciones con ayuda del exterior, habían desembarcado por el Oriente del país- por las ineficientes medidas del gobierno de la República en Armas no llagaban a Occidente, donde existía carencia de estos medios.
Con la caída de Maceo, Valeriano Weyler proclamó la pacificación de aquellos territorios, no obstante a su difícil situación, las tropas cubanas mantuvieron constantes enfrentamientos con el Ejército Colonial.
Conocedor El Generalísimo de la teoría de Weyler que muerto Martí y Maceo solo bastaría con eliminarlo a él y ya estaba ganada la guerra, decidió entonces ejecutar un plan que se basaba en lo siguiente:

Si voy para La Habana, se acaba la guerra en Occidente y le doy el gusto a Weyler: aquellas comarcas están casi organizadas y al ir yo pocos recursos puedo llevarles, en disposición de los que van a tener los españoles para perseguirme; en cambio si me quedo aquí, obligo a Weyler a venir a buscarme y como tiene muchos soldados en las Trochas, líneas militares –que torpemente sostiene- y no se atreve a abandonar, tendrá que sacar los soldados de Pinar del Río, La Habana, Matanzas y Sagua para perseguirme; de este modo, nuestras fuerzas en esos territorios se reharán y tendrán respiro, habiéndoles yo ayudado a ello sin buscar efectos inútiles.

## Desarrollo
Para desarrollar tan importante Campaña; Gómez concibió librarla de tal forma que Weyler se viera obligado a lanzar gran cantidad de soldados, sobre el teatro de operaciones escogidos por él, en este caso lo potreros de La Reforma, pequeña área de apenas 70 km². en la jurisdicción de Sancti Spíritus, limitado al Oeste por el Río Jatibonico del Norte, el Río Jatibonico del Sur y el Este por la Trocha de Júcaro a Morón, custodiada por 10 000 soldados españoles.
El Generalísimo que conocía a la perfección la composición de las tropas que lo atacarían, dando a los españolas la preferencia al arma de infantería, al empleo de la artillería y cuantiosos impedimentos, apoyados por la poca caballería; lo que hacía que las columnas se tornaran más pesadas y lentas, carentes de movilidad y escasa maniobrabilidad.Este conocimiento de enemigo, unido al sistema de exploración que mantuvo sobre su adversario, así como las patrullas de caballería que vigilaban todos los caminos y movimientos de tropas, unido al conocimiento de la topografía del terreno –ideal para organizar movimientos con la caballería, emboscadas, movimientos ocultos, carga sobre la marcha, y desde esta, perseguir el enemigo, realizar movimientos de engaño y utilizar y sacar provecho del factor sorpresa- fueron los elementos fundamentales que utilizó Gómez en su campaña, caracterizada fundamentalmente por: su gran movilidad, conocimiento de las maniobras enemigas y el desgaste físico y moral de los adversarios.
Característica general fue no presentar combates frontales, que pudieran acarrear grandes pérdidas en hombre y recursos de guerra y sí el de someter al enemigo a un acoso constante de día y de noche, que lo desgastaría. Su táctica quedó claramente expuesta en comunicación remitida al Jefe de la División del 4.º Cuerpo del Ejército, General de División José de Jesús Monteagudo Consuegra, donde explicaba:

Ha llegado la hora de batirnos tiesos como Ud. sabe hacerlo. No apure la gente en lances comprometidos. Procure hacer la guerra de infantería, de emboscada en emboscada, guarde sus caballos y aproveche la noche (guerra nocturna), asegurando la posición, el tiradero; de día para ocuparlo, ya de noche y sin peligro, reventar Ud. una columna de 1000 hombres con solo 20, pues le impide dormir (el sueño es reparador de fuerzas) y al día siguiente esos soldados andarán decaídos y los coge usted más flojos.

El General en Jefe aguarda siempre a sus enemigos cerca de sus movimientos de avance; para retirarse, lo hace siempre cerca para observarlo mejor y cuidándose de tener siempre un paso franco que le permita avanzar, cuando lo estime conveniente, volviéndose a pone a la retaguardia enemiga que ataca sin cesar.
Para ejercitar su plan de Campaña, Gómez procedió a reestructurar sus fuerzas que participarían en ella. Para ello concibió la reestructuración del 4.º Cuerpo de Ejército, que abarcó la parte militar, sino también la civil, concediéndole gran importancia a las prefecturas y la cooperación de la población civil.
La escolta del General y el regimiento expedicionario comandado por el Coronel Armando Sánchez que sumaban una fuerza de 600 hombres conformaban el cuerpo principal de las fuerzas de Gómez, para llevar a cabo tal proeza militar. El resto de las tropas que conformaban el 4.º Cuerpo de Ejército, realizaban acciones independientes de apoyo, como interrumpir el movimiento de la columnas enemigas, aunque en ocasiones apoyaron directamente acciones protagonizadas por Gómez.
Febrero-Mayo de 1897
Concebidos todos los elementos indispensables para llevar a cabo esta Campaña, se hacía necesario atraer al teatro de operaciones escogido, principalmente a la jurisdicción de Sancti Spíritus al ejército enemigo, lo que consigue Gómez desinformando al ejército español sobre sus verdaderas intenciones, induciéndolos a cometer errores. Para ello se apoyó en estratagemas u engaños operativos y estrategias mediante las cuales simuló concentraciones de fuerzas en la provincia, además hizo correr el rumor que preparaban un movimiento invasor hacia Occidente, provocó que llegara a manos del enemigo informaciones dirigidas a jefes cubanos (unas falsas y otras reales) en las que se comprometía a marchar hacia Occidente lo más pronto posible.
El ataque a Arroyo Blanco, poblado fortificado, que contaba además con un heliógrafo, que permitía la comunicación directa con Sancti Spíritus y este a su vez telegrafiaba a La Habana, constituyó otra de sus geniales operaciones de engaño al enemigo. El 27 de enero el Mayor General Francisco Carrillo Morales, jefe del 4.º Cuerpo de Ejército, cumpliendo órdenes de Gómez, comienza el asedio al poblado, donde se utiliza un cañón de aire comprimido por parte de los mambises.
En el Diario de Campaña de Gómez dejaba escrito:

Mi propósito principal es ver la manera de obligar a Weyler a que mueva grandes fuerzas sobre estas jurisdicciones de Las Villas debilitando las que ha echado sobre Matanzas, La Habana y Pinar del Río.

En auxilio al sitio de Arroyo Blanco, el ejército español, envía desde Ciego de Ávila, una fuerte columna, la que es interceptada en los potreros de Juan Criollo; ante la carga de los mambises, el mando español ordenó desplegar su tropa y realizar descargas de fusilería que causó bajas a los mambises. Luego del rechazo, el mando enemigo continuó hacia Arroyo Blanco, liberando esa plaza del sitio a que estaba expuesta.
Este combate, aunque no fue victorioso para las tropas de Gómez, desde el punto de vista táctico, sí constituyó una respuesta a sus objetivos. Baste decir que Weyler instaló su Cuartel General en Sancti Spíritus y situó más de 50 000 hombres en los territorios de Sancti Spíritus, Cienfuegos, y Santa Clara, de ellos 40 000 en la jurisdicción de Sancti Spíritus, no desmantelando sus trochas, las que a su vez, incrementaron sus sistemas de rondas, vigilias y escucha.
Weyler cayendo en la trampa de Gómez, ordenó:

La misión principal de las brigadas y medias brigadas será destruir los recursos del enemigo vigilar los pasos hacia Occidente, y en caso de cruzar gruesas partidas ponerse inmediatamente en su persecución (...) centrándose sus fuerzas las necesarias para batirlo.

No obstante, ante tales concentraciones del ejército español, Gómez continuó sin descanso sus acciones, librando fuertes combates contra un gran número de hombres, un ejemplo elocuente de ellos es el Combate de Santa Teresa (en lo que es hoy la Comunidad Jobo 5 o Fico Hernández) ocurrido los días 8 y 9 de marzo de 1897. El ejército mambí recibió bien organizado al enemigo, que entabló cruento combate de posición que cesó al anochecer, durante la noche, los españoles fueron continuamente hostigados por los mambises, que se protegieron a su vez, por un sistema de escuchas, inteligentemente situados por el Generalísimo. Al amanecer cuando se reinició el combate, ya la impedimenta y la sanidad del ejército mambí estaba a buen recaudo, produciéndose un fuerte combate, que dada la superioridad enemiga, ocupó las posiciones cubanas.
Es aquí donde El Generalísimo prevé por las características topográficas del terreno, el enemigo se retiraría hacia Arroyo Blanco, ordenó a sus tropas una serie de emboscadas y hostigamiento, que causaron al enemigo cuantiosas bajas; ordenando -dada su estrategia de no enfrentamiento frontal al enemigo- su retirada a La Reforma.
Las tropas mambisas continuaron operando con éxito, lo que obligó a mando español a reorganizar su ejército, con el propósito de incrementar las operaciones durante el mes de mayo, pese a la época de intensas lluvias y abundante calor, que dificultaba su accionar. Con esta estrategia Weyler intentaba dar un giro en sus operaciones militares y operar con sus tropas directamente subordinadas a él, entre el Río Jatibonico del Norte y Río Jatibonico del Sur y la Trocha de Júcaro a Morón.
Ante esta nueva medida del mando español que incrementaba la persecución sobre los mambises, Gómez antepuso el continuo movimiento de sus tropas en varias direcciones, incluyendo la jurisdicción de Remedios, arrastrando tras él, las columnas enemigas, en prolongadas jornadas bajo un clima no propicio para los españoles, que se vieron obligados a agotadoras jornadas diurnas, bajo un fuerte sol, lluvia y sometidos a constante hostigamiento nocturno. El Generalísimo ordenó al 4.º Cuerpo de Ejército, movimientos a la retaguardia del enemigo, que en una primera fase no se llegaron a ejecutar y en vez de operar sobre Sagua, Cienfuegos y Matanzas, fueron atacados cerca de la jurisdicción de Sancti Spíritus gastando gran cantidad de recursos. Esto hizo más difícil la situación de Gómez, pero tampoco significó que el 4.º Cuerpo de Ejército dirigido por el General Francisco Carrillo Morales y José María Rodríguez "Mayía" estuviera inactivo, operando en la retaguardia del enemigo.